# 107 (číslo)
Sto sedm je přirozené číslo. Následuje po číslu sto šest a předchází číslu sto osm. Řadová číslovka je stý sedmý nebo stosedmý. Římskými číslicemi se zapisuje CVII.

## Matematika
Sto sedm je
- v desítkové soustavě třetí nejmenší trojciferné prvočíslo
- v desítkové soustavě nešťastné číslo.
- nepříznivé číslo.
- Pro číslo 107 platí 2p-1 = 162 259 276 829 213 363 391 578 010 288 127, což je Mersennovo prvočíslo.
- běžné číslo

## Chemie
- 107 je atomové číslo bohria, neutronové číslo třetího nejběžnějšího izotopu hafnia a nukleonové číslo běžnějšího z obou přírodních izotopů stříbra (tím méně běžným je 109Ag[1]

## Roky
- 107
- 107 př. n. l.